# Passiflora standleyi
Passiflora standleyi Killip – gatunek rośliny z rodziny męczennicowatych (Passifloraceae Juss. ex Kunth in Humb.). Występuje naturalnie w Ameryce Środkowej. 

## Rozmieszczenie geograficzne
Rośnie naturalnie w południowo-wschodnim Meksyku, Gwatemali, Salwadorze, Hondurasie, Nikaragui oraz Kostaryce.

## Morfologia
PokrójZdrewniałe, trwałe, nagie liany.
LiściePodwójnie klapowane, ścięte u podstawy, skórzaste. Mają 1,5–10 cm długości oraz 2–7 cm szerokości. Całobrzegie, z ostrym wierzchołkiem. Ogonek liściowy jest owłosiony i ma długość 15–28 mm. Przylistki są liniowe.
KwiatyPojedyncze lub zebrane w pary. Działki kielicha są podłużne, mają 1–2 cm długości. Płatki są podłużne, mają 0,5–1 cm długości. Przykoronek ułożony jest w dwóch rzędach.
OwoceSą kulistego kształtu. Mają 1–1,5 cm średnicy.

## Biologia i ekologia
Występuje w lasach na wysokości 1100–1300 m n.p.m.